# Love 101
Love 101 – turecki serial młodzieżowy, w którym występują w głównych rolach Mert Yazıcıoğlu, Kubilay Aka, Alina Boz, Selahattin Paşalı, İpek Filiz Yazıcı, Pınar Deniz i Kaan Urgancıoğlu. Pierwszy sezon został udostępniony przez Netflixa 24 kwietnia 2020 roku. Premiera 2 sezonu odbyła się 30 września 2021.

## Fabuła
Historia rozpoczyna się w aktualnych czasach w Stambule, kiedy do starego domu przybywa kobieta o imieniu Işık. Tam wspomina przeszłość i przyjaciół z młodości. 
W 1998 roku grupa młodych ludzi (Eda, Osman, Sinan i Kerem) ucząca się w szkole w Stambule jest zagrożona wyrzuceniem z powodu złego zachowania. Bardzo różnią się od swoich kolegów z klasy i dlatego bardzo samotni. Dyrektor i większość nauczycieli jest przeciwko nim, a tylko jedna z nich, Burcu, robi wszystko, aby chronić młodzież. Jednak okazuje się, że Burcu zostanie wkrótce przeniesiona do innego miasta, a to oznacza, że wszyscy zostaną wyrzuceni po jej odejściu. Aby temu zapobiec, uczniowie łączą się i układają plan: sprawią, że Burcu zakocha się w kimś tak, że pozostanie w Stambule. Zgodnie z prawem, po ślubie będzie mogła sama wybrać miejsce pracy. Proszą o pomoc Işık, wzorową uczennicę o wielkim sercu, która staje się częścią ich grupy.

## Obsada
- Mert Yazıcıoğlu jako Sinan
- Kubilay Aka jako Kerem
- Alina Boz jako Eda
- Selahattin Paşalı jako Osman
- İpek Filiz Yazıcı jako Işık
- Pınar Deniz jako Burcu
- Kaan Urgancıoğlu jako Kemal
- Müfit Kayacan jako Necdet
- Bade İşçil jako dorosła Işık
- Tuba Ünsal jako dorosła Eda
- Ece Yüksel jako Elif

- Uraz Kaygılaroğlu jako dorosły Sinan
- Fatih Artman jako dorosły Osman
- Mert Firat jako dorosły Kerem